# Corynoptera quasisetosa
Corynoptera quasisetosa är en tvåvingeart som beskrevs av Werner Mohrig 1999. Corynoptera quasisetosa ingår i släktet Corynoptera och familjen sorgmyggor. Inga underarter finns listade i Catalogue of Life.